# 피아트 850

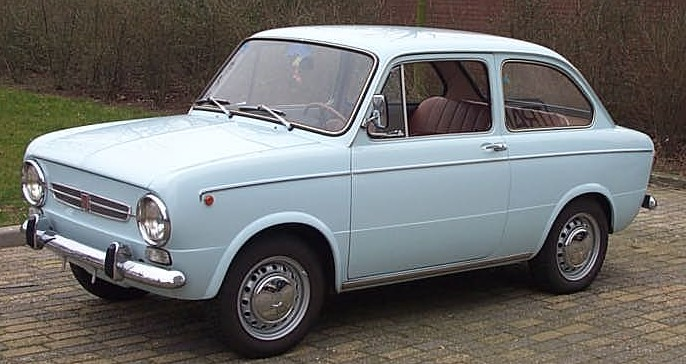
1968 피아트 850

피아트 850은 1964년부터 1973년까지 이탈리아 자동차 제조업체 피아트가 제조 및 판매한 소형 후방 엔진, 후륜 구동 자동차이다. 기술적 디자인은 피아트 600의 진화된 형태였으며, 850은 원래 그 후속 모델로 여겨졌다. 그러나 600은 850의 수명 내내 거의 생산되었기 때문에 실현되지 않았다. 850은 또한 더 크고 더 비싼 자동차였다.
피아트 600 개발 프로젝트의 내부 명칭은 프로젝트 100이었고, 따라서 850 프로젝트에 대한 피아트의 내부 코드명은 100G였다. 850의 엔진은 피아트 600의 엔진을 기반으로 했지만, 배기량이 843cc로 늘어났다.